# Екзотоксини
Екзотоксини — токсичні речовини білкової природи, що виробляються патогенними мікроорганізмами та виділяються ними в довкілля. 
Дія екзотоксинів спостерігається через певний інкубаційний період. Дія цих речовин високоспецифічна, вони уражають певні тканини та органи, що обумовлює характерну клінічну картину відповідного захворювання, його патогенез та патоморфологію. Так токсин правця діє на нейрони спинного мозку, дифтерійний токсин уражає серцевий м'яз та наднирники. 
Оскільки екзотоксини є білками, вони досить нестійкі до високої температури та дії хімічних речовин (зокрема більшість з них руйнуються ферментами травної системи). 
Дуже важливою властивістю екзотоксинів є втрата токсичності. Після обробки їх формаліном або деякими іншими хімічними речовинами токсини втрачають свої отруйні властивості, але зберігають здатність при введенні в організм стимулювати утворення антитіл-антитоксинів. Такі знешкоджені препарати токсинів називають анатоксинами.
В лабораторії екзотоксини отримують шляхом вирощування мікроорганізмів у рідкому поживному середовищі протягом кількох діб. Після цього культуру мікроорганізмів фільтрують через фільтри, які не пропускають бактерій. Отриманий фільтрат містить токсин та інші продукти метаболізму мікроорганізмів. Для отримання очищених токсинів застосовують різноманітні методи — осаджування сірчанокислим амонієм, кислотами, спиртами, електродіалізом, ультрафільтрацією тощо.